# Rhodopygia geijskesi
Rhodopygia geijskesi – gatunek ważki z rodziny ważkowatych (Libellulidae). Występuje na terenie Ameryki Południowej.